# Memorial de la gran hambruna irlandesa

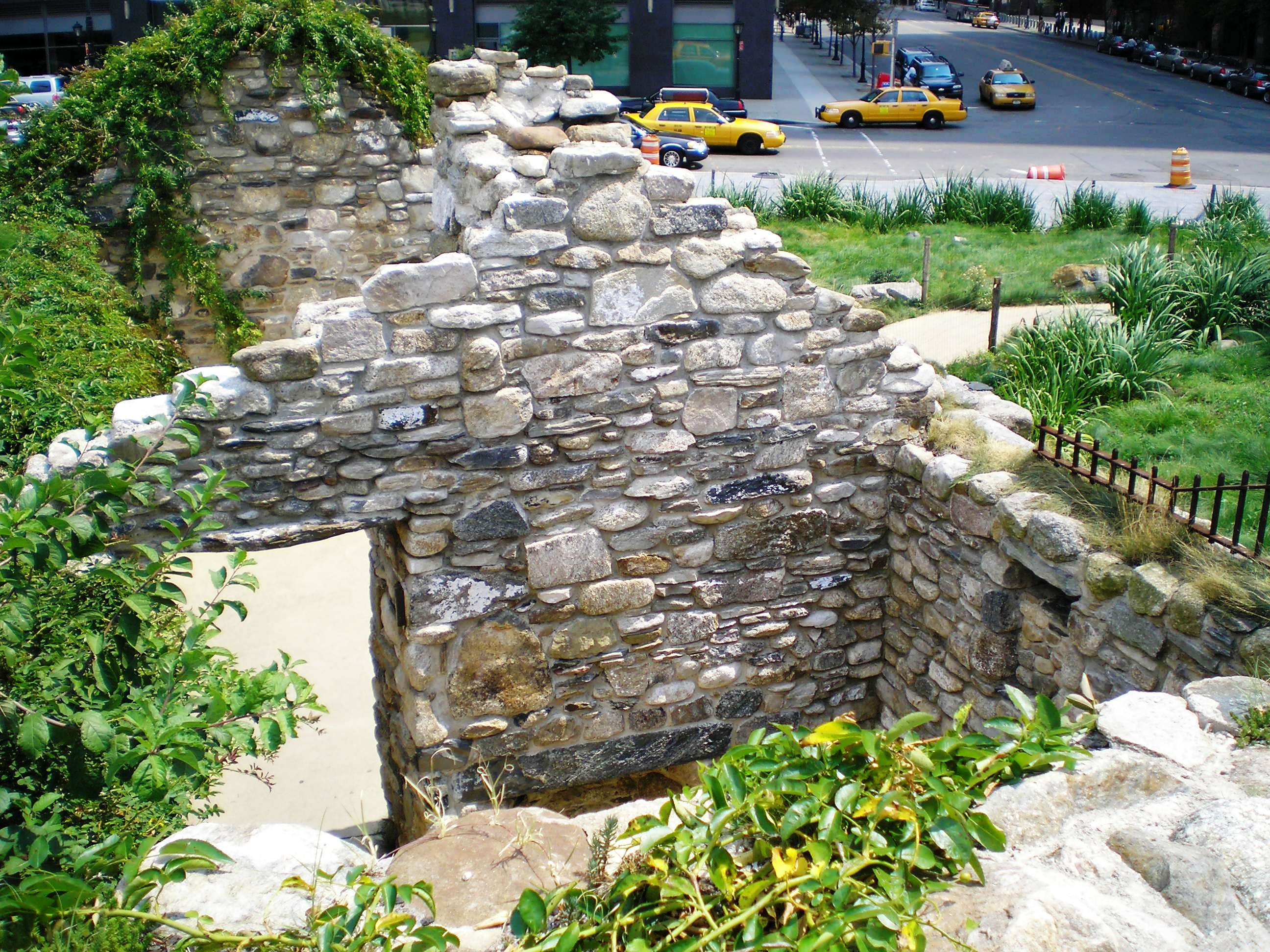
Cabaña del memorial de la gran hambruna irlandesa

El Memorial de la gran hambruna irlandesa es un parque de 0.2 hectáreasubicado en la esquina de Vesey Street y North End Avenue en el barrio Battery Park City de Manhattan en Nueva York. El memorial está dedicado a mantener la conciencia sobre lo que fue la Gran hambruna irlandesa, llamada An Gorta Mór en Irlandés, en el que más de un millón de personas murieron de hambre entre 1845 y 1852.
La construcción del memorial empezó en marzo del 2001 y, a pesar de los ataques del 11 de septiembre en el vecino World Trade Center, que también afectó a las áreas circundantes, el memorial fue terminado e inaugurado el 16 de julio del 2002.
El memorial, diseñado en colaboración por el artista Brian Tolle, el arquitecto paisajista Gail Wittwer-Laird, y la firma de arquitectura 1100 Architect, es un paisaje con piedras, tierra y vegetación nativa traída desde la costa oeste de Irlanda con piedras de cada uno de los condados irlandeses. 
Una auténtica cabaña irlandesa del siglo XIX de Carradoogan, en la parroquia de Attymass, Condado de Mayo, perteneció a la familia Slack y fue abandonada en los años 1960. La familia Slack donó la cabaña al memorial en "memoria de todos los miembros de la familia Slack de anteriores generaciones que emigraron a los Estados Unidos y crecieron ahí."
En agosto del 2016, el memorial fue cerrado temporalmente por trabajos contra las lluvias y fue reabierto en agosto del 2017-.

## Galería

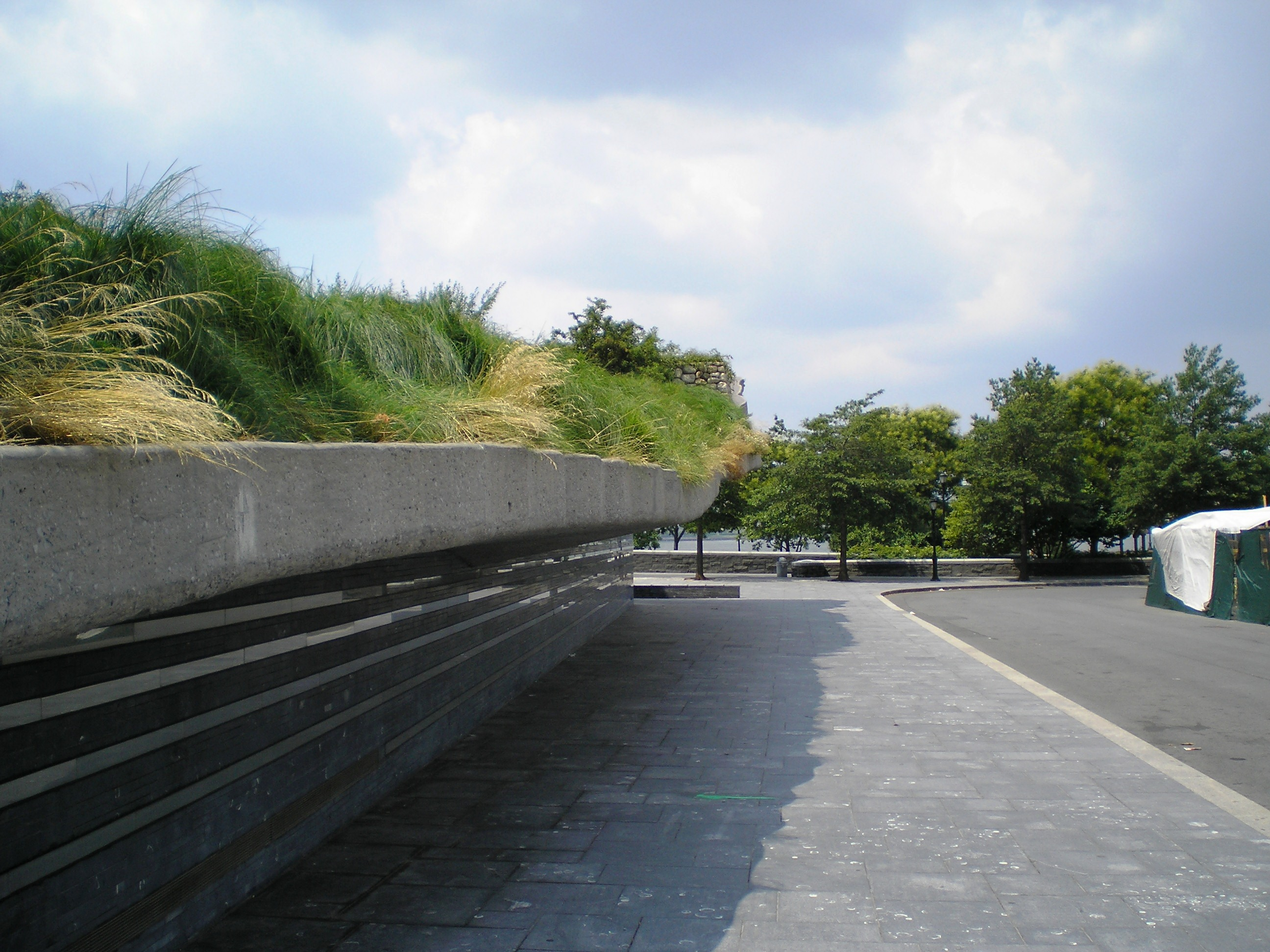
Lado norte, mostrando la gradual elevación de la estructura.
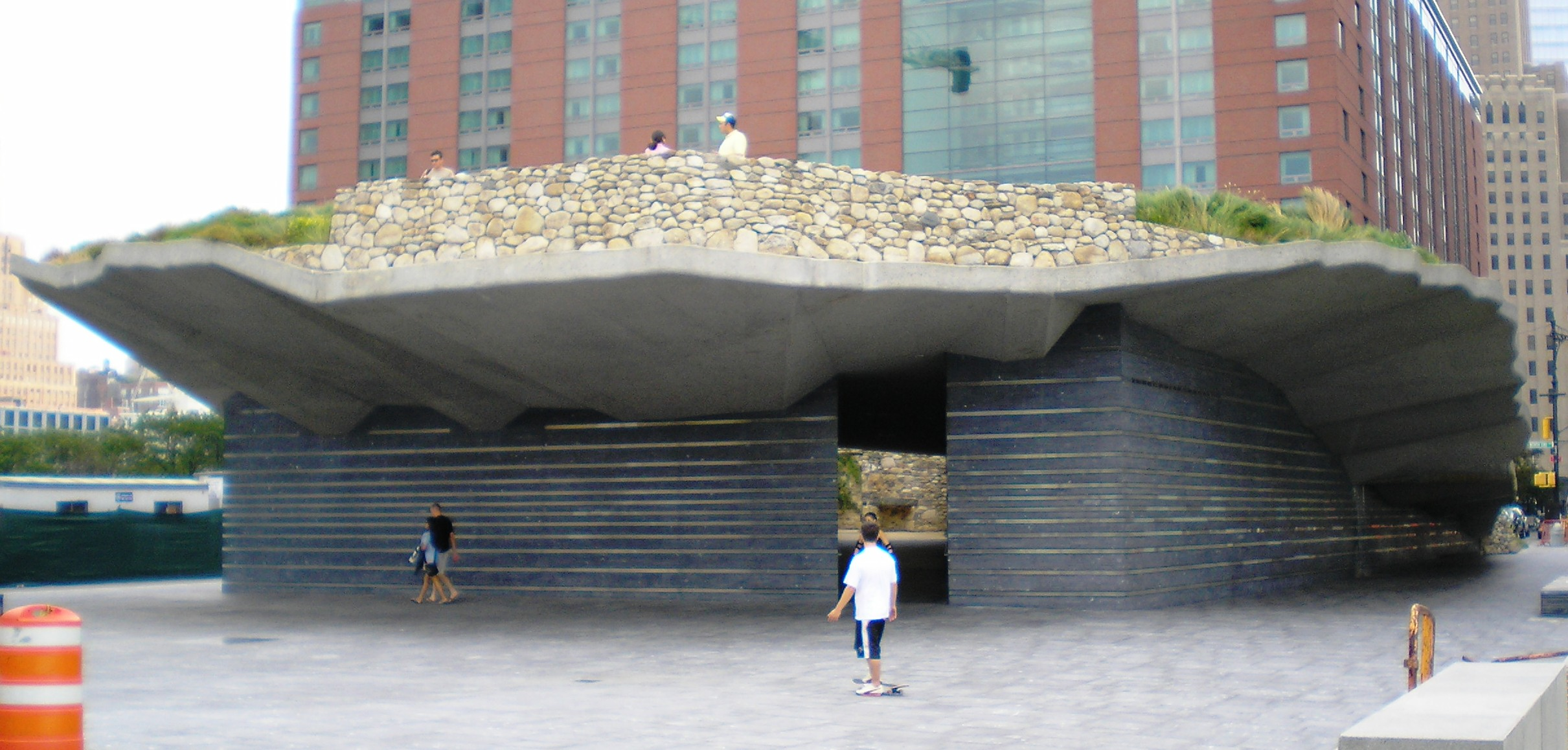
Lado oeste, mostrando el extremo elevado.
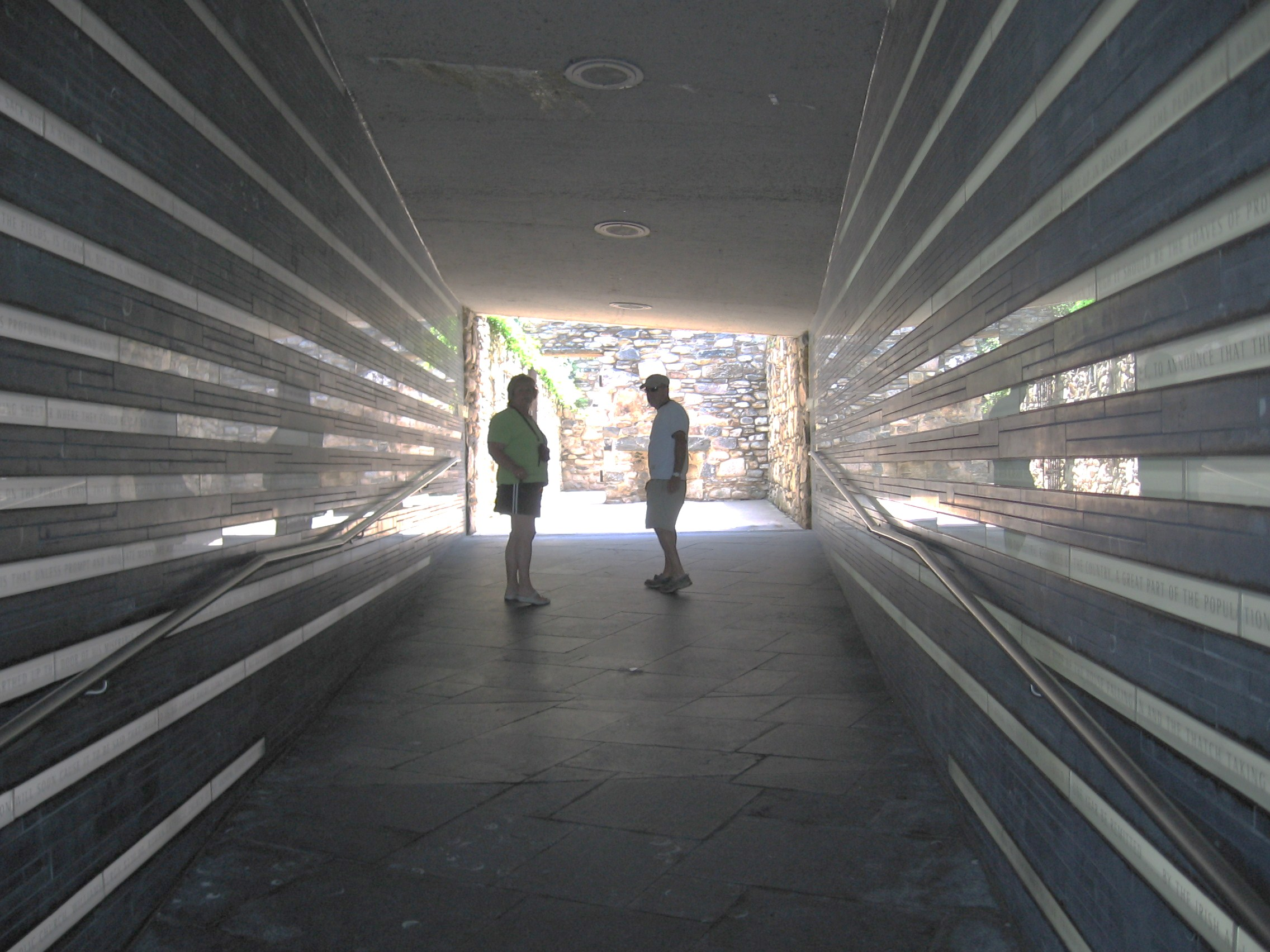
Pasaje que conecta el lado oeste a las ruinas de la cabaña de piedra y la terraza.
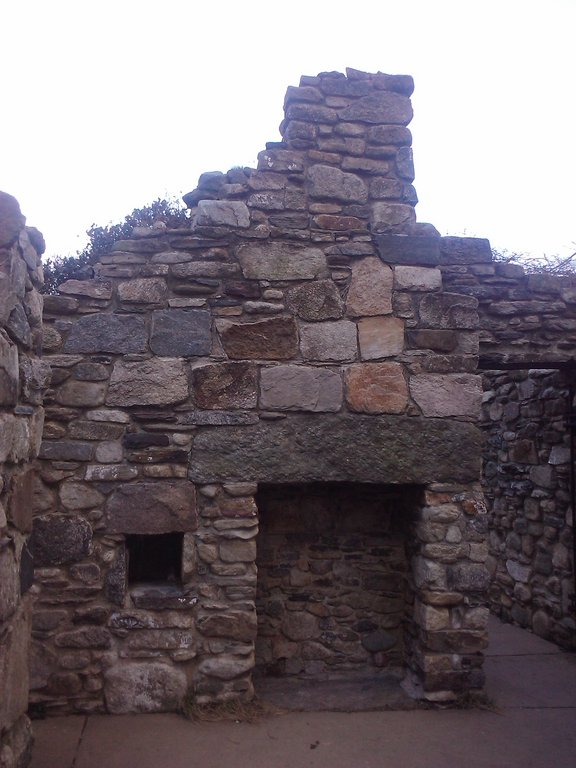
Interior de las ruinas de la cabaña.